# 風 (映画)
『風』（かぜ、原題：The Wind）は、ヴィクトル・シェストレム監督による1928年公開の無声映画。主演はリリアン・ギッシュ。ドロシー・スカーボロの原作をフランシス・マリオンが脚色し、映画化された。不可視の自然現象である『風』を可視化したサイレント映画の傑作とされる。

## あらすじ
バージニア州生まれのうら若き乙女・レティは、テキサス州に住む従兄のビバリーを頼り、砂嵐の吹き荒れる大平原の中にあるビバリーの家で暮らすようになる。ビバリーの子供達はすぐレティになつくが、彼の妻コーラは若く美しいレティに嫉妬し、いじめるようになる。
コーラのいじめに耐えかねたレティはビバリーの家を出、近所に住むがさつ者のカウボーイ・ライジと結婚することを決意する。しかしレティには、ライジの愛を受け入れるだけの心の準備がなかったため、二人の関係はぎくしゃくしたものとなってしまう。
レティのヴァージニアへの思慕が日に日に募るのをみたライジは、レティをヴァージニアへ帰すための資金を稼ぐべく、仲間と共に家を空ける。
猛烈な風にレティの神経が痛めつけられる中、かつてレティを誑かそうとした好色漢ロディが現れ、レティに襲い掛かる。レティは砂嵐を起こすという伝説の幽霊馬の幻を見ながら、失神する。
翌朝、レティは昨夜の出来事を思い出し、ロディを射殺してしまう。遺体を砂の中に埋めたものの、やむことの無い風は容赦なく砂を吹き飛ばし、埋めたはずのロディの遺体が徐々にあらわになり、レティは気も狂わんばかり。そこへライジが帰宅し、昨夜からの出来事は幻であったことにレティは初めて気付き、同時に夫・ライジへの真実の愛に気付くのであった。レティは、風が吹き荒れるこの地にライジと共に住み続けることを決心し、映画は幕を閉じる。

## キャスト
- レティ：リリアン・ギッシュ
- ライジ：ラース・ハンソン
- ロディ：モンタギュー・ラヴ
- コーラ：ドロシー・カミング
- ビバリー：エドワード・アール

## スタッフ
- 製作、配給：メトロ・ゴールドウィン・メイヤー
- 監督：ヴィクトル・シェストレム
- 原作：ドロシー・スカーボロ
- 脚本：フランシス・マリオン
- 撮影：ジョン・アーノルド

## 批評
- このドラマは荒々しく、緊迫感に満ち、熱狂的だったので、この作品がサイレント映画であるにもかかわらず、突風のうなり、ガラス窓に吹きつけられる砂の音が聞こえるような気がするのであった[2]。

## その他
- 本作は、原作を読んだリリアン・ギッシュ自身が強く映画化を希望し、MGMのボーイ・ワンダーとよばれたアーヴィング・タルバーグらに製作をもちかけ、自らの主導により撮影を進めた。
- リリアン・ギッシュは後年、『この作品の撮影は、女優としての最悪の経験。8台のプロペラ飛行機で砂を吹き付けられ、嵐の効果を出すための硫黄の燃えさしが飛び交う中、目を開けている必要があった』と語っているほど撮影は困難を極めた。暑さのあまり、フィルム表面の乳剤が溶け出したほどであった。
- サイレント映画末期に作成された作品であるため、部分的にサウンド（人の声など）が同調された。
- 最初、原作に従って、精神に異常を来たしたレティが砂嵐の吹き荒れる砂漠に向かって行くところで終わっていたが、アーヴィング・タルバーグを初めとする撮影所の首脳たちが、ハッピーエンドで終わることを要求したので、封切前に現存の形に改められた[3]。